# (13086) Sauerbruch
Pour les articles homonymes, voir Sauerbruch.
(13086) Sauerbruch est un astéroïde de la ceinture principale.

## Description
(13086) Sauerbruch est un astéroïde de la ceinture principale. Il fut découvert le 30 avril 1992 à Tautenburg par Freimut Börngen. Il présente une orbite caractérisée par un demi-grand axe de 2,80 UA, une excentricité de 0,19 et une inclinaison de 9,4° par rapport à l'écliptique.

## Compléments